# Nainital
Nainital là một thành phố và là nơi đặt ban đô thị (municipal board) của quận Nainital thuộc bang Uttaranchal, Ấn Độ.

## Nhân khẩu
Theo điều tra dân số năm 2001 của Ấn Độ, Nainital có dân số 38.559 người. Phái nam chiếm 54% tổng số dân và phái nữ chiếm 46%. Nainital có tỷ lệ 81% biết đọc biết viết, cao hơn tỷ lệ trung bình toàn quốc là 59,5%: tỷ lệ cho phái nam là 86%, và tỷ lệ cho phái nữ là 76%. Tại Nainital, 9% dân số nhỏ hơn 6 tuổi.